# GUNMA-17
GUNMA-17（グンマイチナナ、1992年9月2日 - ）は、日本のYouTuber。自称「リサイクル系YouTuber」。
群馬県在住。元フリーター。「17」は群馬県を横断する国道17号に由来。

## 概要
当初は、ラジコン、釣り、車整備などの日常の出来事をアップロードしていたが、トヨタ・ランドクルーザーにキャタピラーを履かせ雪上走行する動画で200万回再生を超えるヒットとなった。
その後は、放置・故障などの不動バイクを自分流にレストアさせる企画シリーズや、ジェットエンジンの製作、廃車寸前だったキャンピングカーや長期間不動であったトヨタ・AE86のレストア等を行っている。また、友人の実家を工作ができる基地に改造したり、自身も中古の一軒家を手に入れるなど、土木にも手を広げている。
ジェットエンジンの企画では、最終的にそのエネルギーを使ってチャーハンを作ることが恒例となっている。
動画中では、友人・知人がよく登場し共同作業を行うことが多い。
なお2023年11月以降、配信が停止している。

## 人物
幼少時代から映画好きで、映画に登場する機械に憧れていた。また、父親の趣味も車いじりでそれを見て育った。そのことから、自宅には工具が揃っており、高校生の頃になると自分のバイクをいじり始めたという。
まずは日記感覚でYouTubeを開始したが、海外のYouTuberコリン・ファーズの動画に感化され、自身でも同様の動画を作りたいと考えるようになったという。元々は期間工やフリーターをしながらの兼業YouTuberであったが、チャンネルが収益化されるようになり退職。以降は専業YouTuberである。
動画中のバイク等の整備や溶接および工作は、溶接の専門学校に通っていた以外はすべてネットやYouTubeの情報を元にした独学である。動画の編集技術も独学であり、特に音楽にこだわっているという。将来の夢はジェットエンジンを極めること。ドローンなど飛行するだれも手を付けていない領域に関心があるという。
地獄寺紅蓮丸の動画において、キックボクシング経験者であることを語っている。
過去に伸びすぎた髪がマリモのようになったことから、妻や友人達からはマリモと呼ばれている。
2021年11月4日公開の動画でオジサンの休日を運営する「おじさん」と人間関係のトラブルに関係する動画を投稿。
GUNMA-17を応援する声もあるが動画の構成などから多くの批判を呼んでいる。
2021年2月1日公開の動画で結婚を発表した。相手は、同じく群馬を拠点とするフードファイター・YouTuberの石関友梨。
2019年3月頃から2021年6月上旬まで、Kiiiに所属していた。同年10月1日付から、同社の元社長が代表を務める「Carry On」に所属。

## レーシングチームとして

### 群馬神風レーシング
2020年より、筑波サーキットで行われる「ハチロク祭り」にAE86スプリンター・トレノで参戦している。
GUNMA-17とアマチュアレーサーの「86おじさん」ことマサさん、幼馴染の自称「空力博士」こと福ちゃんを中心メンバーとしたチーム。

### Desperado Racing
4A-GEエンジンを1万回転まで回す事を目標とする別働隊。
GUNMA-17、音楽制作に携わる友人の龍太とそのバンドメンバーの青ちゃんによるチーム。

## メディア出演

### 雑誌・新聞
- NAVI CARS Vol.35 2018年5月号 インタビュー記事『DIY系ユーチューバー“GUNMA-17”を知っているか！？』[10][11]。
- 上毛新聞　2018年10月31日 インタビュー記事 『上毛新聞創刊131周年特集 GUNMA新時代』。[12]。
- Daytona(デイトナ) 2020年5月号 vol.347号 インタビュー記事 『特集:オトナの為のYou Tube講座掘れば掘るほど面白い!』[3]
- 群馬のうまいラーメン2020-2021[13][14]。

### ラジオ
- FM.クマガヤ【俄然風太のカマっていいとも！】2020年5月15日 ゲスト出演 [15]。

### イベント
- 東京オートサロン2020 TONE株式会社ブース 『人気のYouTuberトークショー』出演[16]。
- GUNMA MIRAI FESTIVAL 2020 トークショー出演 [17]。

## 主な連続企画
- ★ヤフオクで最強の冬タイヤ買ったった★TOYOTA キャタピラ クローラー
- 伝説のバイクを目覚めさせる!!kawasaki KH
- 20年の眠りSR400を目覚めさせろ！
- プロジェクトG
- イトウ釣るまで帰れませんin北海道
- 謎のⅤ型４気筒エンジンのバイクをレストアせよ
- 公道走行可のカートを作る
- 謎の車（MC-1）を救出せよ
- 内陸でサーフィンを攻略せよ
- 基地を製作せよ
- キャンピングカーを救出せよ！！
- セニアカーを魔改造せよ！！
- 放置されたカブをリメイク
- バイト先からもらったハーレーをレストア
- 2.5ℓディーゼルターボ、4WD（トヨタ・ハイエース）の幼稚園バス80万で業者オークションで買ったらハマった
- ぐんまーけんの伝説（トヨタ・AE86）を再起させる
- 4AG86で筑波1分切りせよ！

## サポートメンバー
- K助
- 龍太
- 福ちゃん（空力博士）
- Ao

## 関係人物
- 日比野哲也

### Youtuber
- 塚本奈々美
- 車の板金塗装レストアGT
- RED Memory
- KP garage
- SKYtomo
- 新米Vティーチャーなるり
- へきトラ劇場
- 【素潜り漁師】マサル Masaru.
- オジサンの休日（絶縁）
- ダースちゃんねる(絶縁)